# Dominic Wirth
Dominic Wirth est un attaquant international suisse de rink hockey. 

## Palmarès
En 2016, il participe au championnat d'Europe.